# Queen's Club-mesterskaberne 2020
Queen's Club-mesterskaberne 2020 var en tennisturnering, der skulle have været afviklet udendørs på græsbaner i Queen's Club i London, Storbritannien i perioden 15. - 21. juni 2020. Turneringen blev imidlertid aflyst som følge af den igangværende COVID-19-pandemi.